# Min, Dingxi
Min, tidigare stavat Minhsien, är ett härad inom Dingxi stad på prefekturnivå i provinsen Gansu i nordvästra Kina. Det ligger omkring 180 kilometer söder om provinshuvudstaden Lanzhou.
Den 22 juli 2013 inträffade en jordbävning på gränsen mellan Min och Zhang härad, vilken krävde 89 döda och 500 skadade.

## Administrativ indelning
Min är indelat i 15 köpingar och tre socknar.
Köpingar (zhen):

- Chabu (茶埠镇)
- Hetuo (禾驮镇)
- Lüjing (闾井镇)
- Mawu (马坞镇)
- Mazichuan (麻子川镇)
- Meichuan (梅川镇)
- Minyang (岷阳镇)
- Puma (蒲麻镇)
- Qingshui (清水镇)
- Shili (十里镇)
- Sigou (寺沟镇)
- Weixin (维新镇)
- Xijiang (西江镇)
- Xizhai (西寨镇)
- Zhongzhai (中寨镇)

Socknar (xiang):

- Qinxu (秦许乡)
- Shendu (申都乡)
- Suolong (锁龙乡)